# Euterpe (botanica)
Euterpe Mart., 1823 è un genere di palma della famiglia delle Arecacee.

## Tassonomia
Comprende le seguenti specie:
- Euterpe broadwayi Becc. ex Broadway
- Euterpe catinga Wallace
- Euterpe edulis Mart.
- Euterpe longibracteata Barb.Rodr.
- Euterpe luminosa A.J.Hend., Galeano & Meza
- Euterpe oleracea Mart.
- Euterpe precatoria Mart.